# 1989 في تركيا
فيما يلي قوائم الأحداث التي وقعت خلال عام 1989 في تركيا.

## سياسة

### تعيين في المنصب
- 9 نوفمبر – توركوت أوزال رئيس تركيا.

### انتهاء فترة المنصب
- 31 أكتوبر – توركوت أوزال رئيس وزراء تركيا.
- 9 نوفمبر – كنعان أورن رئيس تركيا.

## مواليد

### يناير
- 21 يناير – دوش بالبي لاعب كرة سلة تركي.

### فبراير
- 22 فبراير – جولشاه جوموشاي لاعبة كرة سلة تركية.
- 25 فبراير – أليكان غوني لاعب كرة سلة تركي.

### مارس
- 1 مارس – ميرت غونوك لاعب كرة قدم تركي.[1]

### أبريل
- 27 أبريل – نصرت يلدرم لاعب كرة سلة تركي.

### مايو
- 4 مايو – بورجو بيريجيك ممثلة تركية.[2]

### يونيو
- 17 يونيو – هارون تكين لاعب كرة قدم تركي.[3]

### يوليو
- 9 يوليو – زينب سيفر
- 10 يوليو – إسماعيل كويباشي لاعب كرة قدم تركي.[4]

### أغسطس
- 17 أغسطس – فرح زينب عبد الله ممثلة تركية.[5]

### سبتمبر
- 28 سبتمبر – تشالا بويوكاكاتشاي لاعبة تنس تركية.

### أكتوبر
- 20 أكتوبر – بوراك دينيز ممثل تركي.

### ديسمبر
- 12 ديسمبر – بورجو أوزبيرك ممثلة تركية.

### تاريخ غير معروف
- زهرة دوغان كاتبة وصحفية كردية من تركيا.

## وفيات

### يونيو
- 12 يونيو – الأميرة نيلوفر (مواليد 1916)

### أغسطس
- 14 أغسطس – بيرجن (مواليد 1959) مغنية تركية.